# Pétrosport FC
Der Pétrosport Football Club ist ein gabunischer Fußballklub mit Sitz in der Stadt Port-Gentil.

## Geschichte
Der Klub wurde im Jahr 1956 ursprünglich als Elf Oil Company Team gegründet. Einige Zeit danach benannte man sich dann in Pétrosport FC um. In der Saison 1975/76 gelingt der Mannschaft dann erstmals ein Meistertitel in der nationalen Meisterschaft. Im Jahr 1989 kam dann noch eine der Gewinn des nationalen Pokals hinzu. Seit Anbeginn der Liga konnte sich die Mannschaft in der höchsten Spielklasse des Landes halten. Gelang keine Meisterschaft oder Pokalsieg mehr, nach der Saison 2003 landete man mit 14. Punkten auf dem letzten Platz und musste in die zweite Liga absteigen. Bislang gelang es dem Klub nicht, wieder in eine höhere Spielklasse aufzusteigen, zudem ist unbekannt, in welcher Klasse er überhaupt spielt.